# Teorema de Luttinger

El teorema de Luttinger relaciona la densidad de partículas de un líquido de Fermi con el volumen de su superficie de Fermi.

En física de la materia condensada, el teorema de Luttinger es un resultado obtenido por J. M. Luttinger y J. C. Ward en 1960, y que tiene importantes aplicaciones en el campo del transporte de electrones. Surge frecuentemente en modelos teóricos de electrones correlacionados, como el de superconductores de alta temperatura o el del efecto fotoeléctrico, en el que se puede observar directamente una superficie de Fermi.

## Definición
El teorema de Luttinger afirma que el volumen encerrado por la superficie de Fermi de un material es directamente proporcional a la densidad de partículas.
Mientras que el teorema es un resultado inmediato  del principio de exclusión de Pauli en el caso de partículas no interaccionantes, sigue siendo cierto al tener en consideración interacciones entre partículas cuando se adopta la definició adecuada de superficie de Fermi y densidad de partículas. Específicamente, en el caso interaccionante, la superficie de Fermi debe definirse de acuerdo al criterio en que 
{\displaystyle G(\omega =0,\,p)\to 0}   or   {\displaystyle \infty ,}
donde {\displaystyle G} es la función de Green de una partícula en términos de la frecuencia y el momento. En ese caso el teorema de Luttinger se puede reescribir en la forma
{\displaystyle n=2\int _{G(\omega =0,p)>0}{\frac {d^{D}k}{(2\pi )^{D}}}},
donde {\displaystyle G} es la expresada anteriormente y {\displaystyle d^{D}k} es el volumen diferencial del {\displaystyle k}-espacio en {\displaystyle D}dimensiones.